# Aleste
Aleste (ook wel Power Strike; Japans: アレスタ) is een computerspel uit 1988. Het spel is ontwikkeld door het Japanse Compile. In Europa werd het spel onder de naam Power Strike uitgegeven voor de Sega Master System.

## Het spel
Het spel is een zeer snelle verticale shooter. Het speelveld is van bovenaf. De speler moet naar het einde vliegen en wordt hierbij gehinderd door een groot arsenaal aan tegenstanders. Onderweg kan de speler zijn vliegtuig upgraden door midden van acht verschillende power-ups. Elk level bevat een eindbaas die vernietigd moet worden en in de laatste drie rondes kent het spel ook tussenbazen. Het spel kan door maximaal één persoon gespeeld worden.

## Uitgaven
| jaar | platform                |
| ---- | ----------------------- |
| 1988 | MSX, SEGA Master System |
| 2004 | J2ME                    |
| 2008 | Virtual Console (Wii)   |

## Serie
- Aleste (MSX2)
- Aleste 2 (MSX2)
- Aleste Gaiden (MSX2)
- Aleste / Power Strike (Sega Mark III/Sega Master System)
- Power Strike II (Sega Master System)
- GG Aleste (Sega Game Gear)
- GG Aleste II: Lance Bird / Power Strike II (Sega Game Gear)
- Musha Aleste / M.U.S.H.A. (Sega Mega Drive/Genesis)
- Seirei Senshi Spriggan (PC-Engine CD)
- Spriggan Mark 2 (PC-Engine CD)
- Super Aleste / Space Megaforce (Super Famicom/Super Nintendo)
- Dennin Aleste / Robo Aleste (Mega CD/Sega CD)